# Chanatphon Sikkamondol
Chanatphon Sikkamondol (thailändisch ชนัตพล สิกขะมณฑล; * 2. Januar 1989 in Nan) ist ein thailändischer Fußballspieler.

## Karriere
Chanatphon Sikkamondol erlernte das Fußballspielen in der Jugendmannschaft vom Chiangmai FC in Chiangmai. Bei dem Club, der in der dritten Liga, der damaligen Regional League Division 2, spielte, unterschrieb er Anfang 2010 auch seinen ersten Vertrag. Mit Chiangmai wurde er Ende 2010 Meister der dritten Liga in der Northern Region und stieg somit in die zweite Liga auf. Die Saison 2011 spielte der Verein in der Thai Premier League Division 1. Nach einem 16. Tabellenplatz musste er wieder den Weg in die Drittklassigkeit antreten. 2012 wurde er mit dem Club wieder Meister. In den Play-off-Spielen schaffte der Club den Aufstieg jedoch nicht. 2013 wechselte er zum Zweitligisten Rayong FC nach Rayong. Als Tabellensiebzehnter stieg der Club am Ende der Saison in die dritte Liga ab, wo er noch ein Jahr in der Central/East-Region spielte. 2015 kehrte er zu seinem ehemaligen Club Chiangmai FC zurück. Nach der Saison unterschrieb er einen Vertrag beim Nakhon Ratchasima FC. Der Verein aus Nakhon Ratchasima spielte in der ersten Liga, der Thai Premier League. Für Korat absolvierte er 84 Erstligaspiele. Zur Rückrunde 2021/22 wechselte er im Dezember 2021 zum Zweitligisten Phrae United FC. Für den Klub aus Phrae bestritt er neun Zweitligaspiele. Nach der Saison 2021/22 wurde sein Vertrag nicht verlängert.

## Erfolge
Chiangmai FC
- Regional League Division 2 – North

Meister: 2010  ▲
Meister: 2012